# Maria (2024)
Maria is een Amerikaans-Grieks-Italiaans-Duitse biografische film uit 2024 over de operazangeres Maria Callas, geregisseerd door Pablo Larraín en geschreven door Steven Knight. De hoofdrollen worden vertolkt door Angelina Jolie, Valeria Golino en Haluk Bilginer.

## Verhaal
De film volgt Maria Callas in de jaren 1970 tijdens haar laatste levensjaren in Parijs.

## Rolverdeling
| Acteur               | Personage           |
| -------------------- | ------------------- |
| Angelina Jolie       | Maria Callas        |
| Valeria Golino       | Yakinthi Callas     |
| Haluk Bilginer       | Aristoteles Onassis |
| Alba Rohrwacher      | Bruna               |
| Pierfrancesco Favino | Ferruccio           |
| Kodi Smit-McPhee     | Mandrax             |

## Productie
In oktober 2022 werd aangekondigd dat Pablo Larraín een film over Maria Callas zou regisseren op basis van een script van Steven Knight. De film wordt geproduceerd door Juan de Dios Larraín voor Fabula Pictures, Lorenzo Mieli voor The Apartment Pictures, een bedrijf van Fremantle, en Jonas Dornbach voor Komplizen Film. Angelina Jolie zal de rol van Maria Callas spelen.

### Filmopnames
Het filmen begon in oktober 2023 in Boedapest, Hongarije, en er werd gedurende acht weken gefilmd in Europa, waaronder Parijs, Griekenland en in het operagebouw La Scala in  Milaan.

## Release
Maria ging op 29 augustus 2024 in première op het Filmfestival van Venetië in de competitie voor de Gouden Leeuw.

## Prijzen en nominaties
De belangrijkste:
| Jaar | Prijs                    | Categorie                         | Genomineerde(n) | Uitslag     |
| ---- | ------------------------ | --------------------------------- | --------------- | ----------- |
| 2025 | Golden Globe Award       | Beste actrice in een film – drama | Angelina Jolie  | Genomineerd |
| 2024 | Filmfestival van Venetië | Gouden Leeuw                      | Pablo Larraín   | Genomineerd |